# Cody Walker (Schauspieler)
Cody Beau Walker (* 13. Juni 1988) ist ein US-amerikanischer Schauspieler. 

## Kindheit und Jugend
Walker wurde im Los Angeles County in Kalifornien als Sohn von Cheryl (geb. Cabtree) und Paul William Walker III. geboren. Er hat vier ältere Geschwister: Paul, Caleb, Ashlie und Amie. Er besuchte die University of California, Santa Barbara.

## Karriere
Walker gab sein Schauspieldebüt 2013 im Low-Budget-Horrorfilm Abandoned Mine, in der Rolle als Thomas. Der Film war nicht erfolgreich. Ein weiteres Mal war er in Fast & Furious 7 zu sehen, nachdem sein Bruder Paul am 30. November 2013 bei einem Verkehrsunfall ohne Beteiligung Dritter verstarb. Da zum Zeitpunkt des Unfalls die Dreharbeiten zum Film liefen, sprangen Cody und Caleb ein, um die fehlenden Szenen ihres Bruders in der Rolle als Brian O’Conner fertigzustellen.
Nach dem Auftritt in Furious 7 beschloss Cody Walker die Schauspielerei weiter zu verfolgen und das Erbe seines Bruders anzutreten. Er wirkte 2016 in dem Zweiter-Weltkriegs-Film USS Indianapolis: Men of Courage mit und übernahm eine wiederkehrende Rolle, in der Drama-Serie In the Rough. Walker übernahm sein Debüt in einer Hauptrolle im Horrorfilm The Tunche, der am 28. Juli 2017 Premiere feierte. Im Herbst 2018 übernahm er neben Christopher Plummer und Samuel L. Jackson, eine Nebenrolle im Kriegsdrama The Last Full Measure.

## Persönliches
Walker, der ausgebildeter Sanitäter ist, ist auch ein Markenmanager in der Wohltätigkeitsstiftung seines Bruders „Reach Out Worldwide“, die Notfallhelfern den Zugang zu Katastrophengebieten rund um die Welt ermöglicht. Am 15. August 2015 heiratete Walker seine langjährige Freundin Felicia Knox, die neben ihm als gleich gestellte Chief Operating Officer der Wohltätigkeitsstiftung „Reach Out Worldwide“ tätig ist. Im Dezember 2017 wurden Walker und seine Frau erstmals Eltern.

## Filmografie
- 2013: Abandoned Mine
- 2015: Fast & Furious 7 (Furious 7)
- 2016: USS Indianapolis: Men of Courage
- 2017: In the Rough (Fernsehserie, 5 Folgen)
- 2019: Shadow Wolves (Direct-to-Video)
- 2019: The Last Full Measure